# Aleksandra Gabrysiak
Aleksandra Gabrysiak (ur. 16 kwietnia 1942 w Radzyminie, zm. 6 lutego 1993 w Elblągu) – polska lekarka, Sługa Boża Kościoła katolickiego, zamordowana w 1993.

## Życiorys
W latach 1962–1968 studiowała na Wydziale Lekarskim Akademii Medycznej w Gdańsku, pokonując poważne trudności, związane z niepełnosprawnością spowodowaną krzywicą. Po skończeniu studiów została zatrudniona w Zakładzie Biochemii Klinicznej tejże uczelni. W roku 1979 otrzymała stanowisko kierownika laboratorium w Tczewie. W Tczewie dała się poznać jako osoba o wielkim sercu społecznika. Założyła tam Telefon Zaufania. Udzielała się w Klubie Seniora. Była lekarzem w sposób odbiegający od powszechnie przyjętych norm. Była cała dla swoich pacjentów, nie tylko lekarzem ich ciała, ale i duszy. W tym czasie przyszła na świat Marysia - jej adoptowana córka, którą wychowywała samotnie. Kochała ją jak własne dziecko. W 1975 r. przeniosła się do Elbląga. Tam objęła kierownictwo laboratorium w tamtejszym Szpitalu ZOZ i podobnie jak w Tczewie, zorganizowała je w sposób bardzo profesjonalny. W tym czasie uzyskała II stopień specjalizacji z zakresu diagnostyki laboratoryjnej. W Elblągu jeszcze bardziej, bezgranicznie oddała się służbie chorym, uzależnionym od nałogów, samotnym matkom, więźniom, wszystkim potrzebującym. Doktor Ola ratowała życie nie narodzonym, miała szczególny dar godzenia zwaśnionych małżeństw, ratowała samobójców, pomagała odnajdywać sens życia. Służyła pomocą osobom zwalnianym z więzienia, odwiedzała więźniów, dodając im "nadziei wiary", jak napisał jeden z nich. Jej domowy telefon był dostępny dla potrzebujących przez całą dobę. Zatrudniła się też w Poradni Trzeźwości w Elblągu. Jako inicjatorka zorganizowała Dom Samotnej Matki oraz hospicjum. 
W 1990 roku Aleksandra Gabrysiak przyjęła do swojego domu bezdomnego alkoholika Leszka K., który przebywał tam do połowy 1992 roku. W 1990 roku zaopiekowała się także innym młodym alkoholikiem Zbigniewem B., któremu pomagała wyjść z nałogu, znaleźć mieszkanie, uporządkować życie. W 1992 roku Zbigniew trafił do więzienia za kradzież z włamaniem. Dnia 6 lutego 1993 roku, podczas 24-godzinnej przepustki z Aresztu Śledczego, przyszedł do mieszkania Aleksandry Gabrysiak. Tam zastał jej adoptowaną córkę Marię Gabrysiak i ją zamordował. Następnie zabił powracającą do domu Aleksandrę Gabrysiak. 
Aleksandra Gabrysiak i jej córka zostały pochowane na elbląskim cmentarzu komunalnym Dębica (sektor XIV rząd 18 nr grobu 5). Zabójcę Gabrysiak skazano na karę śmierci, będąc ostatnim skazanym na taką wysoką karę, ale później zmieniono wyrok na karę dożywotniego pozbawienia wolności, w związku z tym mógł po 25 latach starać się o warunkowe przedterminowe zwolnienie. Wspominając to, Brzoskowski orzekł, że nie żałuje tego co zrobił.

## Proces beatyfikacyjny
6 lutego 2023 w 30 rocznicę śmierci Aleksandry Gabrysiak, biskup elbląski Jacek Jezierski podczas eucharystii w elbląskim hospicjum im. Aleksandry Gabrysiak, ogłosił o rozpoczęciu dzień wcześniej jej procesu beatyfikacyjnego. W czerwcu 2024 wydano edykt ogłaszający oficjalne rozpoczęcie procesu wyniesienia na ołtarze polskiej lekarki. Proces beatyfikacyjny Aleksandry Gabrysiak rozpoczął się 26 października 2024 w Wyższym Seminarium Duchownym Diecezji Elbląskiej w Elblągu. Odtąd przysługuje jej tytuł Sługi Bożej lub Służebnicy Bożej. Powołano trybunał beatyfikacyjny w następującym składzie: 
- ks. dr Piotr Fiałek – delegat biskupa
- s. dr Miriam Maria Bilska CSSJ – promotor sprawiedliwości
- s. Ortolana Helena Golańska CSC – notariusz.

Postulatorem procesu został ksiądz Marcin Pinkiewicz.

## Upamiętnienie
- Ustanowiono coroczną nagrodę Okręgową Izby Lekarskiej jej imienia
- Jej imieniem nazwano Hospicjum w Elblągu oraz ulice w Gdańsku
- W Sanktuarium Matki Bożej Bolesnej Królowej Polski w Kałkowie-Godowie postawiono pomnik ku jej czci[2].